# Mega Man 10
Mega Man 10 (Rockman 10: Uchū kara no Kyōi!! (ロックマン10 宇宙からの脅威!!, Rokkuman Ten Uchū kara no Kyōi!!) au Japon) est un jeu d'action-plate-formes développé par Inti Creates et édité par Capcom à partir de 2010 uniquement en téléchargement par Capcom sur Wii (WiiWare), PlayStation 3 (PlayStation Network), et Xbox 360 (Xbox Live Arcade). C'est le dixième jeu de la série principale de Mega Man,,,,,,,.

## Trame
Une maladie appelée Roboenza infecte tous les robots, provoquant des dysfonctionnements. Roll et plusieurs robots attrapent cette maladie. Un mois plus tard, la maladie rend certains robots dangereux. Le docteur Wily, dont la soucoupe est endommagée, atterrit en catastrophe dans le jardin du Docteur Light où Mega Man le rattrape. Wily dit que ces robots l'ont attaqué et lui ont volé une machine permettant de créer un remède contre la maladie. Mega Man reprend alors les armes pour arrêter les robots dysfonctionnels et récupérer le remède, accompagné dans cette nouvelle aventure par son frère Proto Man.

## Système de jeu

### Généralités
Mega Man 10 est un jeu d'action-plates-formes, reprenant la formule classique de la série formule Mega Man. Tout comme Mega Man 9, Mega Man 10 conserve le style 8 bits des vieux Mega Man sortis sur NES. Proto Man est disponible d'entrée de jeu aux côtés de Mega Man. Bass est le troisième personnage jouable, proposé uniquement en contenu téléchargeable.
Trois modes de difficulté sont présents. Le mode normal correspond à la difficulté habituelle des jeux de la série classique des Mega Man. Afin de rendre Mega Man 10 plus accessible aux débutants, un mode Easy est également proposé. Dans cette difficulté, les ennemis sont moins nombreux et des obstacles sont supprimés par l'ajout de plateformes supplémentaires. Les boss disposent d'attaques plus faibles, et les héros encaissent moitié moins de dommages.
Le mode Hard ne peut être débloqué qu'après avoir terminé le jeu une première fois en mode Normal. Cette difficulté ajoute au mode normal des ennemis, lesquels sont également plus hargneux (fréquence de tir plus soutenue, rapidité augmentée...), et les Robot Masters gagnent de nouvelles attaques.
Outre le jeu principal, Mega Man 10 contient un mode défi en deux sections. La première section contient des petits niveaux dans lesquels il faut remplir des conditions pour réussir. Tous les challenges ne sont pas disponibles au démarrage, et il faut en débloquer de supplémentaires au cours du jeu principal (combats contre les boss, à tous les niveaux de difficulté). La deuxième section contient douze défis qui se gagnent durant une partie normale et qui font office de trophées et de succès dans les versions PlayStation 3 et Xbox 360. Tous les défis peuvent être réussis quel que soit le personnage choisi ou le mode de difficulté, à l'exception d'un seul exigeant de finir le jeu en mode Hard. En revanche, le temps de complétion du jeu retenu dans le classement en ligne ne prend en compte qu'une partie effectuée à la difficulté normale, et uniquement avec Mega Man.
Enfin, un mode contre-la-montre permet de rejouer au choix un des niveaux du jeu ou un niveau spécial disponible en téléchargement, afin de réaliser le meilleur temps possible. Pour chaque niveau, un classement en ligne distingue les meilleurs temps réalisés.

## Contenu additionnel
Mega Man 10 propose du contenu additionnel payant en téléchargement. Le mode Bass permet de jouer avec le robot créé par le Dr Wily, déjà jouable dans Mega Man and Bass et proposé pour la première fois dans un rendu graphique de la NES. Bass retrouvera les capacités dont il disposait dans Mega Man and Bass (Dash sur une courte distance, plus grande fréquence de tir que Mega Man, et possibilité de tir multidirectionnel. Bass perd en revanche sa capacité de double saut). Le mode Endless est repris de Mega Man 9. Il faudra traverser le plus d'écrans possible. Un classement en ligne recense les meilleures performances mondiales. Trois niveaux supplémentaires sont également proposés en contre-la-montre, chacun s'inspirant de différents volets de Mega Man sorti sur Game Boy (Mega Man: Dr. Wily's Revenge, Mega Man III et Mega Man IV, et ayant pour boss un des trois Mega Man Killer. Vaincre ces robots permet à Mega Man d'utiliser leurs armes dans tous les modes de jeu (y compris dans le jeu principal où elles seront même disponibles d'entrée de jeu).